# کاخیبیو
کاخیبیو (به اسپانیایی: Cajibio, Cauca) یک سکونتگاه مسکونی در کلمبیا است که در بخش کائوکا واقع شده‌است.